# Bombardeo de Aitou de 2024
El bombardeo de Aitou fue un ataque aéreo llevado a cabo el 14 de octubre de 2024 por las Fuerzas de Defensa de Israel (FDI) contra la ciudad cristiana maronita de Aitou, situada en el norte del Líbano. El ataque mató al menos a veintidós personas, incluidas doce mujeres y dos niños, e hirió a otras ocho personas. En el edificio atacado, perteneciente a la familia Alwane, vivían 28 personas desplazadas originarias del sur de Líbano.
Esta ha sido la primera vez que Israel atacó la región de mayoría cristiana de Zgharta. Fuentes libanesas lo calificaron de masacre.

## Bombardeo
El ataque aéreo israelí sobre Aitou tuvo lugar poco después del ataque de Hezbolá contra un cuartel militar de las FDI en los alrededores de Binyamina el día anterior, tras el cual el primer ministro israelí, Benjamin Netanyahu, prometió seguir atacando a Hezbolá «sin piedad, en todas partes del Líbano, incluido Beirut».
La Agencia Nacional de Noticias del Líbano informó que el ataque aéreo israelí tuvo como objetivo un edificio de apartamentos en Aitou y que dañó gravemente el edificio, destruyó varios automóviles y provocó que se elevara una gran columna de humo espeso. El alcalde de Aitou, Joseph Trad, dijo que el edificio había sido alquilado a una familia de desplazados procedente del sur del país que se habían visto obligada a abandonar su hogar en el sur del Líbano debido a los bombardeos y la invasión israelí. La familia se cobijó en la localidad porque  al ser una zona de mayoría cristiana, se consideraba segura.
El Ministerio de Salud libanés informó que al menos veintiuna personas murieron, incluidas doce mujeres y dos niños, y que ocho resultaron heridos, afirmaron además que se estaban realizando pruebas de ADN para identificar partes del cuerpo.
Aunque Hezbolá está presente principalmente en el sur del Líbano y en los suburbios del sur de Beirut, y tiene poca o ninguna presencia en el norte del Líbano, Israel afirmó que el ataque iba dirigido contra un miembro de Hezbolá al que identificó como Ahmad Fakih.

## Reacciones
- La Oficina del Alto Comisionado de las Naciones Unidas para los Derechos Humanos instó a la apertura de una investigación independiente sobre el bombardeo israelí, ya que la mayoría de las víctimas eran mujeres y niños, por lo que existen «preocupaciones respecto vulneraciones del Derecho Internacional». «Con estos factores en mente, tenemos dudas sobre el cumplimiento de las leyes de la guerra y los principios de distinción, precaución y proporcionalidad» por parte de Israel.[15]
- Una investigación de Amnistía Internacional concluyó que, incluso si Israel hubiera atacado a Fakih, la cantidad de civiles presentes probablemente lo convertiría en un ataque indiscriminado, por lo que exigieron que el incidente se investigara como un crimen de guerra.[16]